# Un homme perdu
Pour plus de détails, voir Fiche technique et Distribution.
Un homme perdu est un film franco-libanais réalisé par Danielle Arbid, sorti en salle en 2007.
Il est sélectionné à la Quinzaine des réalisateurs au Festival de Cannes 2007.

## Synopsis
Ce film est en partie inspiré de la vie du photographe Antoine d'Agata.

## Fiche technique
- Titre français : Un homme perdu
- Réalisation et scénario : Danielle Arbid
- Photographie : Céline Bozon
- Montage : Nelly Quettier
- Pays d'origine :  France -  Liban
- Format : couleur - 35 mm - Dolby Digital
- Genre : drame
- Durée : 93 minutes
- Dates de sortie : 
  - France : 18 mai 2007 (Festival de Cannes 2007), 19 septembre 2007 (sortie nationale)

## Distribution
- Melvil Poupaud  : Thomas Koré
- Alexander Siddig  : Fouad Saleh
- Darina Al Joundi  : Najla Saleh,la femme de Fouad
- Yasmine : la fille marocaine
- Sarah Warde : l'infirmière de la Croix Rouge
- Carole Ammoun : une fille en boîte de nuit
- Takla Chamoun : la femme du taxi
- Laudi Arbid : la mère de Fouad

## Sortie

### Accueil critique
En France, le site Allociné recense une moyenne des critiques presse de 2,4/5.

## Distinction

### Sélection
- Festival de Cannes 2007 : sélection à la Quinzaine des réalisateurs